# 法医学
法医学（ほういがく、英: forensic medicine、フォレンジック・メディスン）は、犯罪捜査や裁判などの法の適用過程で必要とされる医学的事項を研究または応用する社会医学のことをいう。法科学の一分野である。
人間以外の動物の死因を調べる法獣医学、海洋法医学もある。

## 用語
法科学（Forensic sciences）の諸分野において頭に付けられる「フォレンジック（“Forensic”）」（形容詞）は、ラテン語の“forēnsis”つまり「フォーラム（広場）」に由来している。ローマ帝国時代、「起訴」とは、ローマ市街の中心にあるフォロ・ロマーノで聴衆を前に訴状を公開することであった。被告と原告はともに自らの主張を行い、よりよい主張をしてより広く受け入れられたものが裁判において判決を下すことができた。この起源は、現代における“forensic”という語の２つの用法のもとになっている。1つ目は「法的に有効な」という意味、そして2つ目が「公開発表の」という意味の形容詞である。
日本は明治維新期にドイツから近代的な法医学を採り入れた。当初はドイツ語のGerichtliche Medicinを直訳した「断訴医学」あるいは「裁判医学」が主に使われ、「法医学」は森鷗外や三宅秀の文章に散見されるにすぎなかった。「法医学」という名称の定着は、1890年に片山国嘉が立法にまで遡って研究する学問として「法医学」が適切であると主張し、医科大学教授会の賛同と文部省の許可を得て以降のことである。
日本法医学会は1982年に、法医学とは医学的解明助言を必要とする法律上の案件、事項について、科学的で公正な医学的判断を下すことによって、個人の基本的人権の擁護、社会の安全、福祉の維持に寄与することを目的とする医学である、と定義した。基本的人権の擁護も社会の安全も刑事司法と密接に関連する概念であるところ、この定義は、主に司法解剖を念頭に置いていると解される。

## 概要
法医学はさらに応用法医学と基礎法医学に分けられる。一般には応用法医学のうち、刑事に関連するもの、特に司法解剖に関連する分野が法医学と認知されていることが多いが、法医学の領域はこれに限られない。法医学の実務としてはDNA型鑑定、司法解剖、行政解剖、個人情報、親子鑑定、精神鑑定などがある。
現代の医学の進歩はめざましく、それに伴い様々な倫理的・法律的な問題が浮上してきていることから、法学部の科目として法医学を開講する大学も増えている。その一方で、2007年の時津風部屋力士暴行死事件で、当初司法解剖が行われず事故死として処理されたように、医学面から犯罪性を調べる法医学者などの育成体制については減少傾向にあり、専門医が不在の県もあるために、警察庁が日本法医学会に体制の充実を求める要望書を提出する事態となっている。
2011年4月、警察庁の有識者研究会による報告として、6か国の2008‐10年での解剖率の比較が行われた。解剖医の数（管理部門スタッフも含めて385人）も多いスウェーデンがトップの89.1%、フィンランド（ヘルシンキ市）が78.2%、オーストラリア（ビクトリア州）53.5%、イギリス45.8%、ドイツ（ハンブルク州）19.3%、アメリカ（ワシントン州キング郡）12.5%の順となった。日本は、東京、神奈川、大阪、兵庫の4都府県に限ると、解剖率は平均23.2%であるが、他の道府県は平均5.8%となり地方の差が激しい状況となっている。

## 歴史

### 中国古代法医学
秦時代の法律（秦律）のマニュアル等が書かれた『睡虎地秦簡』の「封診式」には、法医学的鑑定の方法と手順が比較的詳しく記録されており、死因不明の死体は原則として検死する規定となっており、検死を行わなかった場合は司法官は処罰されることとなっていた。
- 紀元前475年-221年
  - 法律に、「程度の異なる損傷に応じて異なる処罰に処する」と明記
- 「洗冤集録（1247）」宋慈（1186 - 1249）
- 「無冤録（1308）」王与（1260 - 1346）

### 古代ギリシア
- 紀元前300年頃
  - ヒポクラテス
  - アリストテレス
  - ガレノス

### 古代ローマ
医師アンティスチウス（Antistius） が、暗殺されたガイウス・ユリウス・カエサル（BC44年没）の死亡原因を胸部の創傷だという診断を下している。これが確認されている史上初の法医学の実践例である。

### ヨーロッパ
- 12世紀にイタリアの医師が検死を行っている[7]。
- 16世紀の法医学の先駆者Fortunato Fedele（イタリア語版）
- 17世紀、ロタ法廷の法律顧問・ローマ教皇の侍医パオロ・ザッキア（英語版）が著した『Qvaestiones medico- legales』（訳：法医学的諸問題）にて法医学の書を記している[8]。
- カロリナ刑法典 - 神聖ローマ帝国（ドイツ）の刑事法典。裁判を行う際に心証ではなく証拠に重きを置いた近代的法典。裁判の際には、医師の剖検を含めた助言が必要とされた[7]。

### 日本
- 1888年（明治21年）：東京大学医学部に裁判医学教室開設
- 1891年（明治24年）：法医学教室に改称
- 1914年（大正3年）：第1回日本法医学会総会開催[9]
- 2020年4月1日に施行された死因究明等推進基本法に基づき、死因究明等推進計画は3年ごとに死因究明等推進計画検証等推進会議によって見直しが行われている[10]。

### スウェーデン
- Nationellt forensiskt centrum（スウェーデン語版）
- 法医学庁（英語版） (Rättsmedicinalverket、略称: RMV)

スウェーデンでは1952年以降のほぼすべての死者の死因を記録する死因登録簿 (Dödsorsaksregistret、DOR)がある。1995年の解剖法などを根拠として、自然死以外の死体はすべて検死することとなっている。

## 関連する学問
- 法歯学
- 法心理学
- 外傷学
- 精神医学
- 法毒性学（英語版）、毒性学
- 法医病理学
- 法生物学（英語版）
- 法医学（広義）（英語版）
- 法医昆虫学 - 死体へ昆虫が行う活動から死亡時刻などが割り出せる。
- 創傷弾道学（ドイツ語版） - 発射された銃弾が肉体にどのように影響を与えるか研究する学問。
- 死後化学（英語版） - 死後変化を研究する学問

## 著名な法医学者
- 片山国嘉 - 法医学の基礎を築いた[14]
- 佐藤喜宣
- 上野正彦
- ジョセフ・ベル - 探偵小説の主人公シャーロック・ホームズのモデルとなった医師・法医学者。エジンバラ大学には、ジョゼフ・ベル法医学センターが置かれている。

## 主題とした作品
- 監察医・室生亜季子
- 法医学教室の事件ファイル
- きらきらひかる
- ヴォイス〜命なき者の声〜
- ブルドクター
- ゼロの真実〜監察医・松本真央〜
- アンナチュラル
- 屍活師 女王の法医学